# Sofiivka, Simferopol
Sofiivka (în ucraineană Софіївка) este un sat în așezarea urbană Hvardiiske din raionul Simferopol, Republica Autonomă Crimeea, Ucraina.

## Demografie
Componența lingvistică a localității Sofiivka
     Rusă (59%)
     Tătară crimeeană (28,36%)
     Ucraineană (10,86%)
     Alte limbi (0,26%)
Conform recensământului din 2001, majoritatea populației localității Sofiivka era vorbitoare de rusă (59%), existând în minoritate și vorbitori de tătară crimeeană (28,36%) și ucraineană (10,86%).